# Diván du Don
Diván du Don es un grupo musical español de origen extremeño-andaluz. En 2014 todos los componentes de El Desván del Duende, a excepción del cantante, crean esta nueva formación manteniendo el germen de la rumba y la fusión como pilar fundamental en sus canciones.

## Historia
En 2014 la unión de los antiguos componentes de El Desván del Duende (a excepción del vocalista) con el cantaor granadino Paquillo Levita, provocó el nacimiento de la nueva banda. Se trata por tanto de un grupo de músicos y autores con más de 700 conciertos a sus espaldas en marcos y festivales de renombre como Arenal Sound, Viña Rock, Extremúsika o Festival En Vivo.
Grabaron su primer disco en 2015, saliendo a la luz el 7 de mayo. El videoclip de su sencillo "Vuelo" narra la historia de amor entre dos corazones maduros. Las canciones se presentaron en el escenario internacional WOMAD 2015.
En este mismo año, comenzaron su gira "Por la sombra", en la que presentaron las canciones de su primer disco: Las Cositas Claras, manteniendo en directo otras composiciones de su etapa anterior como El Desván del Duende. 
En los primeros meses vendieron alrededor de 3.000 copias de su álbum debut, compartiendo escenario con artistas de la talla de El Canijo de Jerez; Juanito Makandé o Danza Invisible; y se convirtieron en lo más escuchado según Spotify, en toda Extremadura, ocupando los tres primeros puestos con canciones de su reciente disco.
El 1 de septiembre de 2015 el programa de radio El partido de las 12 elige su sencillo "Vuelo" como canción a emitir cada noche en los cierres de programa durante toda la temporada.
En 2016 siguen girando por toda la geografía nacional y sacan a la luz su segundo sencillo "Morena de la madrugá" con la excepcional colaboración de Huecco. El videoclip de la canción se traduce en una fiesta llena de color e imaginación.
En 2019 lanzan su segundo álbum, "malabares", con 13 nuevos temas entre los que destacan canciones como "va a salir el sol" (con la colaboración de Poncho K), "remolino" o "conchitas y arena", de la cual graban un videoclip ambientada en las playas de Conil de la Frontera. Este disco es producido por Pedro Pimentel.
En 2020, en plena pandemia, el grupo lanza "no pares de cantar", una canción que incluye un videoclip plagado de imágenes del grupo desde sus inicios. Este tema mantiene la intención de animar a la población en los difíciles momentos que atravesaba. El grupo anuncia que todos los ingresos generados por el tema irán destinados a la organización humanitaria Cáritas. 
Tras la pandemia el grupo decide realizar un descanso que dura dos años.
En 2024, Diván du Don vuelve  a la carga con un disco lleno de energía y mensajes positivos. Este álbum, producido nuevamente por Pedro Pimentel, incluye 10 temas que tienen la intención de convertirse en adictivas, de ahí el título del mismo: "Umami". La gira "Glutamatour" comienza en abril de ese mismo año.
Una de las canciones de este último disco, "tú me sabes bien" aparece públicamente como "himno"  a la provincia de Badajoz tras ser respaldada y escogida por la Diputación de Badajoz para su uso en campañas promocionales y turísticas.
En mayo de 2024 Diván du Don cuenta ya con más de 30 millones de reproducciones en Spotify.

## Discografía

### Las cositas claras (2015)
- 01. Intro (0:50)
- 02. Más Allá, con Aslándticos (3:39)
- 03. Vuelo (3:57)
- 04. Rajamanta, con El Canijo de Jerez (2:59)
- 05. La Vida Deprisa (2:57)
- 06. Morena de la Madrugá (2:53)
- 07. Mi Canción (4:22)
- 08. Alegría (3:12)
- 09. Sin Tu Nombre, con D´Callaos (3:42)
- 10. Voy a Soñar (4:00)
- 11. Las Cositas Claras (3:49)
- 12. Bonus Track (4:10)

### Malabares (2019)
- 01. Un Cigarro pa Volar (3:47)
- 02. Remolino (4:45)
- 03. Esos Ratitos Que Me Dabas  (4:07)
- 04. Va a Salir el Sol, con Poncho K (3:18)
- 05. Por Cada Mirada (3:37)
- 06. Zarcillos (3:58)
- 07. Conchitas y arena (3:27)
- 08. Ya lo Sé (4:15)
- 09. Ojalá (3:31)
- 10. 7 Mares(3:21)
- 11. Poemas al Aire (3:02)
- 12. La Lucha de Siempre (3:52)
- 13. 15 años (3:23)

### Umami (2024)
- 01. No hay bicho (2:44)
- 02. Tú me sabes bien (3:33)
- 03. El alma descalza (2:55)
- 04. Maravillosa sensación (3:19)
- 05. Si eres tú (3:02)
- 06. El himno (3:52)
- 07. Pataleo (3:42)
- 08. Pellizquito (4:06)
- 09. Piratas (2:18)
- 10. Nanalería (3:56)

### Colaboraciones
- Más allá  (Aslándticos)
- Rajamanta (El Canijo de Jerez)
- Sin tu lumbre  (D´Callaos)
- Morena de la madrugá  (Huecco)
- Va a salir el sol  (Poncho K)